# Operation Basalt
Operation Basalt war eine während des Zweiten Weltkriegs durchgeführte Militäraktion, bei der eine kleine Gruppe britischer Soldaten auf der Insel Sark landeten, um Gefangene zu nehmen und Aufklärung durchzuführen.

## Verlauf
In der Nacht vom 3. auf den 4. Oktober 1942 landeten zwölf Männer der Special Operations Executive’s Small Scale Raiding Force und des No. 12 Commando auf Sark, mit dem Auftrag, offensive Aufklärung durchzuführen und um Gefangene zu nehmen.
Mehrere Männer der Truppe brachen in ein Wohnhaus ein. Die Bewohnerin des Hauses, Frances Noel Pittard, erwies sich als kooperationswillig und war für die Soldaten eine hilfreiche Informationsquelle. Sie erzählte ihnen, dass sich ungefähr 20 deutsche Soldaten im nahegelegenen Hotel Dixcard befanden. Außerdem überreichte sie ihnen erste Dokumente, inklusive Zeitungen aus Guernsey, welche die ersten Indizien dafür sein würden, dass die Deutschen auf den Kanalinseln Kriegsverbrechen begangen hatten, nämlich die Deportation von Zivilisten nach Deutschland.
Den Truppen gelang es, aus einer Hütte neben dem Hotel schlafende deutsche Soldaten gefangen zu nehmen, von denen alle bis auf einen entkommen konnten oder in einem darauffolgenden Gefecht mit weiteren deutschen Soldaten ums Leben kamen. Die britischen Soldaten zogen sich an den Strand zurück, und der letzte Gefangene wurde von den Soldaten zurück nach England gebracht, wo er verhört wurde.
Es wird angenommen, dass die Operation zu Hitlers Entscheidung beigetragen hat, den Kommandobefehl zu verordnen.

## Liste der beteiligten Soldaten
- Major Geoffrey Appleyard
- Captain Philip Pinckney
- Leut. Anders Lassen
- Patrick Dudgeon
- Colin Ogden Smith
- Bruche Ogden Smith
- Graham Young
- James Edgar
- Sargean Horace 'Brummie' Stokes
- Corporal Flint
- Sergeant Joseph 'Tim' Robinson
- Private Redborn

Mehr als ein Jahr später, im Dezember 1943, gab es einen weiteren Überfall auf die Insel Sark. Diese Operation, genannt „Operation Hardtack 7“, wurde von britischen und französischen Kommandos durchgeführt und war ein kompletter Fehlschlag. Die Soldaten nahmen dieselbe Route über die Insel wie die der Operation Basalt, jedoch waren dort jetzt Minen verlegt, welche zwei der vier Soldaten töteten.